# Jadwiga Kowalczykówna
Jadwiga Kowalczykówna, poljska učiteljica, * 12. december 1874, Varšava, † 11. avgust 1944, Varšava.
Kowalczykówna je skupaj z Jadwigo Jawurkówno ustanovila in 41 let vodila zasebno šolo za dekleta, znano kot »Šola na Wiejski« (Szkoła na Wiejskiej). Obe gospodični Jadwigi so Nemci ustrelili med varšavsko vstajo.

## Otroštvo in mladost
Bila je hči poljskega astronoma Jana Kowalczyka, docenta na Glavni šoli v Varšavi, predstojnika astronomskega observatorija. Njen ded po materini strani, Aleksandri, je bil botanik Jerzy Aleksandrowicz, v letih 1862–1869 direktor Botaničnega vrta Univerze v Varšavi, kjer je bila stavba observatorija. V pritličju te stavbe je živela velika družina Kowalczyk.
Kowalczykówna je končala zasebno 6-razredno poljsko šolo, ki jo je vodila Henryką Czarnocką, in nato obiskovala sedmi razred državne nižje gimnazije. Diplomirala je z zlato medaljo in diplomo domače učiteljice.
V letih 1898–1903 se je izobraževala na Leteči univerzi, kjer so bili predavatelji med drugim profesorji: Bronisław Chlebowski, Piotr Chmielowski, Jan Władysław Dawid, Edward Grabowski, Ludwik Krzywicki, Adam Mahrburg in Władysław Smoleński. Hkrati je poučevala poljščino in matematiko (zasebno in v tajnih razredih).

## Načrti in njihova izvedba
Kowalczykówna se je med študijem spoprijateljila z Jadwigo Jawurkówno. Obe prijateljici, enako energični in delavni, sta leta 1903 začeli uresničevati skupne sanje o moderni šoli za dekleta, kjer bi vladalo ozračje prijateljstva, zaupanja in strpnosti, šola, ki bi oblikovala duhove in značaje, razvijala domoljubna čustva, strpnost do prepričanj drugih, resen in ustvarjalen odnos do dela. Na Ulici Wiejska 5 sta ustanovili zasebno šolo, ki sta ji posvetili vse življenje. Gospodičnam Jadwigam je uspelo na šoli zaposliti visoko usposobljene učitelje. Učinkovito so podrli ovire, ki so jih postavile imperialne oblasti pred ponovno pridobitvijo neodvisnosti. Obdobje svobode (1918–1939) so izkoristili za razvoj šolskih prostorov ter posodobitev učnih programov in metod. Na šoli so med drugim poučevali: Jan Babiński (kemija), Józef Birkenmajer (latinščina), Antoni Bogdanski (religija), Zofia Cierniakowa (latinščina, 1916–1944), Jan Ehrenfeucht (matematika, fizika, 1921–1944), Zofia (rojena Doroszewski) Ehrenfeuchtowa (kemija, 1922–1944), Konrad Górski (poljščina, 1922–1934), Wanda Karpowiczówna (biologija, 1919–1944), Stefan Kulczycki (matematika, 1920–1944), Jan Mauersberger (religija), Tadeusz Miłobędzki (fizika, tajna predavanja), Henryk Stanisław Mościcki (poljska zgodovina), Zofia Niesiołowska-Rothertowa, poljščina, 1925–1928 in 1934–1944) in Juliusz Rudnicki (matematika, 1914–1922) in (kozmografija, 1918–1919).
Gospodična Kowalczykówna – Jadwiga Czarna je poučevala matematiko (1903–1917) in poljščino (1914–1939), Jadwiga Jawurkówna – Jadwiga Biała pa verouk in petje (glej Odnos do religije). Gospodična Črna in Bela – tako so gospodični Jadwigi klicali vsi učenci in učitelji.
V času nemške okupacije (1939–1944) sta gospodični Jadwigi nadaljevali učiteljsko delo v ljudski šoli v različnih prostorih, ki jih je šoli dal okupator, deloma pa na tajnih tečajih – v zasebnih stanovanjih (obseg 1. in 2. razreda nižje gimnazije in liceja je okupator prepovedal).

## Okoliščine smrti
Med varšavsko vstajo je Kowalczykówna, ki je bila resno bolna, ostala z mnogimi družinskimi člani in Jawurkówna v stanovanju na Aveniji neodvisnosti (Aleja Niepodległości) 132 m. 41, ki je pripadalo njenemu nečaku Wiktorju Ehrenfeuchtu. Vstajniki so se bili 2. avgusta 1944 prisiljeni umakniti z območja, drugi dan upora so hišo že obvladovali Nemci. 11. avgusta je prišlo semkaj več vstajnikov; eden izmed njih – ranjen – se ni mogel umakniti. Po ponovnem vstopu Nemcev so ga ustrelili, stanovalcem stavbe pa ukazali, naj zapustijo svoja stanovanja. Zaradi zdravstvenega stanja Kowalczykówne so v stanovanju 41 ostale tri starejše gospe – obe gospodični Jadwigi in Maria Ehrenfeuchtowa (sestra Jadwige Črne in učiteljica na Šoli na Wiejski). Ko so sosedje odhajali iz hiše, so slišali, da so v tem stanovanju žandarji nekaj kričali po nemško, gospe pa so odgovarjale po poljsko. Nato so odjeknili streli in stanovanje zažgali. Aniela Miklaszewska-Ehrenfeucht, ki je naslednji dan prispela do požgane hiše, je v ruševinah našla zoglenela trupla (nabojev ni našla). Pepel so pokopali na obletnico pokojničine smrti, 11. avgusta 1945. Pokopana je na Pokopališču Powązki v Varšavi (parcela 62-5-16/17).
V 1950-ih so na sprednji steni stavbe na Aveniji neodvisnosti 132/136 postavili Tchorkovo ploščo v spomin na umorjene prebivalce hiše.

## Spomini
Profesor Konrad Górski se je spominjal svojega prvega srečanja z gospodično Jadwigo Črno leta 1923, ko se je potegoval za učiteljsko mesto na znani šoli, kamor je pred leti hodila njegova sestra:
... z veliko radovednostjo sem čakal v majhni sobici, ki je služila kot »učiteljičina soba«. Prvi sem videl osebo, katere ime mi je bilo že v otroštvu tako dobro znano. Končno se je tiho in diskretno pokazala postava ženske v skromni črni obleki, srednje visoke, vitke in precej drobne postave. V izrazu obraza sta takoj padli v oči dve podrobnosti: temne oči, polne svetlobe, moči, a tudi dobrote, in čuden nasmeh, ki je izražal tako materinski odnos do celotnega okolja kot notranje veselje – privilegij ljudi z brezhibno čistostjo srca. Manira, polna preprostosti in neposrednosti, za katero je značilno veliko zaupanje, ki je običajno namenjeno le znanim in poznanim ljudem. Z drugimi besedami, nekdo, ki zna novo videno osebo že od prvega trenutka obdati z atmosfero svetlobe in topline.
O okoliščinah smrti gospodične Jadwige je na koncu zapisal:
Skrivnost smrti vsakega človeka je nedeljiva božja last. Kdor bi torej hotel v tem primeru postavljati Bogu uporniška vprašanja, naj se spomni, da je tudi sveta Ivana Orleanska umrla v plamenih grmade, ki jo je postavilo začasno zmagoslavno zlo.
Spomini so bili objavljeni v knjigi Szkoła na Wiejska leta 1974, med mnogimi drugimi pripovedmi ljudi, povezanih s šolo gospodične Jadwige Črne in gospodične Jadwige Bele. Vsa besedila dokazujejo, da sta gospodični Jadvigi dosegli svoj cilj – ustvarili sta šolo, o kateri sta sanjali. Velika skupina njenih učiteljev in učencev si prizadeva:
...prenesti sodobnim poljskim pedagogom brezčasne pedagoške in izobraževalne vrednote, ki so značilne za Šolo na Wiejski. Predstavljajo pomemben prispevek k razvoju poljske napredne pedagoške misli v prvi polovici 20. stoletja. Zgodovina poljskega (in zlasti varšavskega) šolstva tega obdobja bi bila nepopolna, če ne bi upoštevala dosežkov šole Jadwige Kowalczykówne in Jadwige Jawurkówne [»Szkoła na Wiejska«, fragment uvoda, ki ga je pripravil odbor uredništva].